# Кошелев, Владимир Николаевич (хирург)
Влади́мир Никола́евич Ко́шелев (17 августа 1926, Саратов — 10 ноября 1999, там же) — советский, российский хирург, профессор (1968), доктор медицинских наук; Заслуженный деятель науки РФ. Занимался изучением взаимодействия низко- и высокоэнергетических лазеров с биологическими объектами.

## Биография
Во время Великой Отечественной войны с 1941 по 1945 год учился в Саратовском авиационном техникуме. В 1951 году окончил Саратовский медицинский институт.
В 1951—1970 годы преподавал в том же институте на кафедре факультетской хирургии им. С. Р. Миротворцева, ученик профессора И. М. Поповьяна. С 1970 года заведовал кафедрой госпитальной хирургии педиатрического факультета, а также первым в Саратове отделением грудной хирургии.
Более 20 лет возглавлял областное общество хирургов имени С. И. Спасокукоцкого и Саратовское медико-техническое общество. Академик Российской академии лазерных наук, Российской академии естествознания, Международной академии информатизации.
Умер 10 ноября 1999 года в Саратове. Похоронен на Старообрядческом (Кулугурском) кладбище города Саратова.

## Научная деятельность
Основные направления исследований:
- вопросы клинической хирургии;
- применение лазеров в медицине.

В 1960 году защитил кандидатскую («Вопросы клиники, морфологии и хирургического лечения полипов желудка»), в 1968 — докторскую диссертацию («Нарушение внешнего дыхания при внутригрудных операциях и пути их компенсации»); с 1968 года — профессор.
Сотрудниками кафедры под руководством В. Н. Кошелева изучалось влияние лазерного излучения на восстановление тканей (заживление трофических язв, длительно незаживающих ран, замедленно срастающихся переломов костей); возможности лазерной деструкции опухолей, гемангиом, злокачественных новообразований кожи; возможности и преимущества «лазерного скальпеля». В 1976 году на базе клиники была создана лаборатория по применению лазеров в медицине, в 1978 году создан аппарат «Клиника» для лазеротерапии незаживающих ран и язв.
Был одним из организаторов проведения в Саратове 1-й Всесоюзной конференции по теме «Методы и средства квантовой электроники в медицине». Монографии «Лазер в лечении ран» (1980), «Лазеротерапия хронического тонзиллита» (1982) и «Лазеркоагуляция опухолей кожи» (1983) были отмечены Почётными грамотами АН СССР (1985) и дипломами МЗ РСФСР (1986). На основании приказа МЗ СССР № 1166 от 8.7.1987 на базе клиники был организован областной лазерный центр со штатом 26 сотрудников.
Автор более 270 научных трудов (57 опубликованы в центральных журналах), в том числе 16 монографий, 15 учебно-методических пособий, 8 изобретений (СССР); часть работ представлена на зарубежных научных сайтах.
Подготовил 19 докторов и кандидатов наук.
Источники — Научная библиотека Казанского медицинского университета (недоступная ссылка), Электронный каталог РГБ, Электронные каталоги РНБ
1. Поповьян И. М., Кошелев В. Н. К вопросу диагностики и хирургического лечения хондром (гамартом) лёгкого // Клиническая медицина. — 1959. — № 11.
2. Кошелев В. Н. Вопросы клиники, морфологии и хирургического лечения полипов желудка: Дис. … канд. мед. наук. — Саратов, 1960. — 270 с.
3. Поповьян И. М., Кошелев В. Н. Целометрические кисты перикарда // Грудная хирургия. — 1964. — № 4.
4. Поповьян И. М., Кошелев В. Н. Полипы желудка. — Саратов: Изд-во СГУ, 1965. — 117 с.
5. Поповьян И. М., Кошелев В. Н. О целометрических кистах перикарда // Казанский мед. журнал. — 1965. — № 6.
6. Кошелев В. Н. Троекратное выведение из терминального состояния при диплококковом полисерозите // Клиническая медицина. — 1965. — № 10.
7. Кошелев В. Н., Фортушнова Н. Д. Периодические кровотечения при прорывах аневризмы аорты в лёгкие и пищевод // Советская медицина. — 1966. — № 6.
8. Кошелев В. Н., Фортушнова Н. Д. Об осложнениях лимфогранулематоза тонкого кишечника // Советская медицина. — 1966. — № 4.
9. Кошелев В. Н., Аверьянов Ю. П. Влияние обезболивания и операционной травмы на активность псевдохолиноэстеразы крови у больных нагноительными процессами в лёгких, раком желудка и пищевода //Вестник хирургии. — 1967. — № 12.
10. Кошелев В. Н. Добавочная поджелудочная железа в стенке желудка // Вопросы онкологии. — 1966. — № 2.
11. Кошелев В. Н. Доброкачественные опухоли 12-перстной кишки // Вопросы онкологии. — 1966. — № 3.
12. Кошелев В. Н., Герасимов Н. В. Последовательная перфорация двух сифилитических язв желудка // Казанский мед. журнал. — 1967. — № 3.
13. Кошелев В. Н. Тяжёлая аллергическая реакция на венозную трансфузию полиглюкина // Казанский мед. журнал. — 1967. — № 1.
14. Кошелев В. Н., Аверьянов Ю. П. Роль холинэстеразы крови в происхождении продлённого апноэ в наркозе // Хирургия. — 1968. — № 4.
15. Кошелев В. Н. Нарушение внешнего дыхания при внутригрудных операциях и пути их компенсации: Дис. … д-ра мед. наук. — Саратов, 1968. — 762 с.
16. Кошелев В. Н. и соавт. Принципы предоперационной терапии при тяжёлом тиреотоксикозе // Хирургия. — 1971.- № 11.
17. Кошелев В. Н. Показания к продолженному выведению из наркоза после операций на лёгких и средостении // Хирургия.- 1972. — № 3.
18. Кошелев В. Н. Роль холинэстеразы крови в нарушениях легочной вентиляции после резекции лёгких // Экспериментальная хирургия и анестезиология. — 1973. — № 3.
19. Кошелев В. Н., Серебрянник М. Н. Разрушение метастазов меланомы лазером // Вопросы онкологии. — 1975. — № 9.
20. Кошелев В. Н. и соавт. Уровень р02 в тканях как критерий эффективности лазерной терапии трофических язв // Электронная промышленность. — 1976. — № 4.
21. Кошелев В. Н. и соавт. Гигиенические аспекты влияния средств наглядности на работоспособность студентов медицинского института // Гигиена и санитария. — 1978. — № 12.
22. Кошелев В. Н. и соавт. Лечение трофических язв и длительно не заживающих ран низкоинтенсивным лазерным излучением: Учеб.-метод. реком. для студентов, ординаторов и врачей факультета усовершенствования. — Саратов, 1981. — 13 с.
23. Кошелев В. Н. Лазертерапия хронического тонзиллита: Учеб.-метод. реком. для студентов, ординаторов и врачей факультета усовершенствования. — Саратов, 1981. — 18 с.
24. Кошелев В. Н. Лазертерапия хронического тонзиллита. — Саратов: Изд-во СГУ, 1982. — 115 с.
25. Кошелев В. Н. Механизмы воздействия низкоинтенсивного лазерного излучения на процессы репаративной регенерации: Учеб.-метод. реком. — 1982. — 31 с.
26. Кошелев В. Н., Белоусов А. Д. Ультразвуковой инструмент для нейрохирургических и ортопедотравматологических операций: Учеб.-метод. реком. — Саратов, 1982. — 13 с.
27. Кошелев В. Н. Высоко- и низкоинтенсивные СО2-лазеры в лечении больных с трофическими язвами и длительно не заживающими ранами: Учеб.-метод. реком. — Саратов, 1983. — 19 с.
28. Кошелев В. Н., Климашевич В. Ю. Дренирование грудного лимфатического протока в лечении тяжёлых интоксикаций: Учеб.-метод. реком. — Саратов, 1983. — 11 с.
29. Кошелев В. Н. Метаболические эффекты ИК-излучения в зоне постравматической регенерации // Бюл. эксперим. биологии и медицины. — 1983. — № 9.
30. Кошелев В. Н., Серебрянник М. Н. Лазерокоагуляция опухолей кожи. — Саратов: Изд-во СГУ, 1983. — 100 с.
31. Кошелев В. Н. и соавт. Влияние инфракрасного излучения на содержание катехоламинов в тканях в динамике раневого процесса // Вопросы медицинской химии. — 1984. — № 2.
32. Кошелев В. Н. и соавт. Лечение СО2-лазером трофических язв и длительно не заживающих ран //Вестник хирургии. — 1985. — № 2.
33. Кошелев В. Н., Чалык Ю. В. Применение лазерного скальпеля при операциях на паренхиматозных органах //Вестник хирургии.- 1985. — № 3.
34. Кошелев В. Н. и соавт. Влияние низкоинтенсивного СO2-лазера на процессы репаративной регенерации экспериментальных ран // Бюл. эксперим. биологии и медицины. — 1985. — № 3.
35. Кошелев В. Н., Глухов Е. И. СО2-лазер в лечении трофических язв и длительно не заживающих ран // Хирургия. — 1985. — № 9.
36. Кошелев В. Н., Чалык Ю. В. Лазер в брюшной хирургии. — Саратов: Изд-во СГУ, 1985. — 160 с.
37. Кошелев В. Н. Лазертерапия гастродуоденальных язв. — Саратов: Изд-во СГУ, 1986. — 74 с.
38. Кошелев В. Н., Чалык Ю. В. Осложнения после операций на желудке, выполненных общехирургическим методом и с помощью лазерного скальпеля // Хирургия. — 1985. — № 9.
39. Кошелев В. Н., Шапкин Ю. Г. Гипербарическая оксигенация в комплексном хирургическом лечении язвенных гастродуоденальных кровотечений: Учеб.-метод. реком. — Саратов, 1986. — 23 с.
40. Кошелев В. Н., Серебрянник М. Н. Коагуляция доброкачественных опухолей кожи с помощью лазера // Вопросы онкологии. — 1986. — № 11.
41. Кошелев В. Н. и соавт. Эндоскопическое лечение язв желудка и двенадцатиперстной кишки низкоинтенсивным лазером // Хирургия. — 1988. — № 12.
42. Кошелев В. Н., Чалык Ю. В. Моторно-эвакуаторная функция желудка после резекции его лозерным скальпелем и обычным методом // Вестник хирургии. — 1989. — № 1.
43. Кошелев В. Н. и соавт. Применение лазерного скальпеля в хирургии паренхиматозных органов живота : Учеб.-метод реком. — Саратов, 1989. — 17 с.
44. Кошелев В. Н., Чалык Ю. В. Применение лазерного скальпеля в хирургии желудка и кишечника: Учеб.-метод. реком. — Саратов, 1989. — 32 с.
45. Кошелев В. Н., Чалык Ю. В. Применение лазерного скальпеля в хирургии селезёнки // Хирургия. — 1990. — № 7.
46. Кошелев В. Н. и соавт. Гипербарическая оксигенация в лечении последствий черепно-мозговой травмы: Метод. реком. — Саратов, 1990. — 12 с.
47. Кошелев В. Н. и соавт. Применение лазерного скальпеля в хирургическом лечении холецистита // Клиническая хирургия. — 1990. — № 9.
48. Кошелев В. Н. и соавт. Экспериментально-клиническое обоснование параметров кислотного лазера при операциях на печени и селезёнке // Вестник хирургии. — 1990. — № 8.
49. Кошелев В. Н. и соавт. Использование лазера для профилактики для профилактики и лечения гнойно-септических осложнений в абдоминальной хирургии // Клиническая хирургия. — 1990. — № 11.
50. Кошелев В. Н. и соавт. Гипербарическая оксигенация в лечении кровоточащих язв желудка и двенадцатиперстной кишки // Хирургия. — 1991. — № 3.
51. Кошелев В. Н., Чалык Ю. В. Осложнения и летальность при травме селезёнки // Клиническая хирургия. — 1991. — № 9.
52. Кошелев В. Н., Шапкин Ю. Г. Учебно-методические рекомендации для написания истории болезни по курсу военно-полевой хирургии. — Саратов, 1991. — 9 с.
53. Кошелев В. Н. Лазер в лечении перитонита. — Саратов: Изд-во СГУ, 1992. — 107 с.
54. Кошелев В. Н., Чалык Ю. В. Хирургическая тактика при повреждениях селезёнки // Вестник хирургии. — 1992. — № 3.
55. Кошелев В. Н. и соавт. Перечень обязательных лекарственных средств для студентов 5 и 6 курсов: Метод. реком. — Саратов, 1992. — 6 с.
56. Кошелев В. Н., Чалык Ю. В. СО2 и АИГ-лазеры в хирургии травматических повреждений печени, селезёнки и почки // Вестник хирургии. — 1992. — № 7-8.
57. Кошелев В. Н. Путь в науку. — Саратов. Изд-во СМУ, 1994. — 80 с. — ISBN 5-7213-0019-1
58. Кошелев В. Н. Лазертерапия диабетических ангиопатий. — Саратов: Изд-во СМУ, 1996.

1. Лазерная терапевтическая установка. АС № 1139447, 1984[5].
2. Способ лечения несложненных язв желудка. АС № 1143429, 1984.
3. Зажим для гемипилорэктомии. АС № 1424814, 1988.
4. Устройство для лазерного рассечения тканей. АС № 1498474, 1989.
5. Зонд для облучения лазером замкнутых полостей. АС № 1727798, 1991.
6. Гепатоклемм. АС № 50009104, 1991.
7. Устройство для проведения лигатуры. АС № 1771704, 1992[6].

1. Чувилкин А. В. Лечение трофических язв и длительно не заживающих ран низкоинтенсивным гелий-неоновым лазерным излучением: Канд. дисс. — 1982.
2. Пронченкова Г. Ф. Механизмы воздействия низкоинтенсивного инфракрасного лазерного излучения на развитие экспериментального раневого процесса: Канд. дисс. — 1983.
3. Жукова С. Н. Лазертерапия больных декомпенсированной формой хронического тонзиллита: Канд. дисс. — 1984.
4. Глухов Е. И. CO2-лазеры в лечении больных с трофическими язвами и длительно не заживающими ранами: Канд. дисс. — 1985.
5. Серебряник М. Н. CO2-лазер в лечении больных доброкачественными опухолями кожи: Канд. дисс. — 1985.
6. Чалык Ю. В. CO2-лазер в хирургии желудка: Канд. дисс. — 1985.
7. В. Ю. Дренирование грудного лимфатического протока в хирургии механической желтухи и панкреонекроза: Канд. дисс. — 1985.
8. Комаров А. Н. Эндоскопическое лечение гастродуоденальных язв лазером: Канд. дисс. — 1987.
9. Шапкин Ю. Г. Гипербарическая оксигенация в комплексном лечении язвенных гастродуоденальных кровотечений: Канд. дисс. — 1987.
10. Давыдов Н. Я. Применение СО2-лазера при травмах печени и селезёнки: Канд. дисс. — 1989.
11. Белоусов А. Д. Гипербарическая оксигенация в реабилитации больных с последствиями черепно-мозговой травмы: Канд. дисс. — 1990.
12. Лоцманов Ф. З. Гелий-неоновый лазер в профилактике и лечении гнойно-септических осложнений в абдоминальной хирургии: Канд. дисс. — 1991.
13. Гольдштейн Д. В. Применение CO2-лазеров в хирургическом лечении холецистита: Канд. дисс. — 1992.
14. Седелкова Е. Е. Лечение неосложнённых гастродуоденальных язв методом гипербарической оксигенации: Канд. дисс. — 1993.
15. Чалык Ю. В. Высоко- и низкоинтенсивные лазеры в хирургии травматических повреждений паренхиматозных органов живота: Докт. дисс. — 1993.
16. Семина Е. А. Лазеры в комплексном хирургическом лечении диабетических ангиопатий: Канд. дисс. — 1995.
17. Плохов В. Н. Гелий-неоновый лазер в хирургическом лечении рака желудка: Канд. дисс. — 1996.
18. Шапкин Ю. Г. Специализированная помощь больным с гастродуоденальными кровотечениями в Саратовском областном центре: Докт. дисс. — 1996.
19. Жукова Н. И. Лазеротерапия в комплексном лечении гнойно-септических заболеваний у детей: Канд. дисс. — 1997.

## Награды и признание
- медаль «За доблестный труд в Великой Отечественной войне 1941—1945 гг.»
- орден «Знак Почёта»
- значок «Отличнику здравоохранения»
- нагрудный знак «Изобретатель СССР» (1988)
- Заслуженный деятель науки Российской Федерации (1991)[2]
- Почётный гражданин Саратова (1995)[2].

## Память
Именем Кошелева В. Н. названа Саратовская городская клиническая больница № 6 (улица Гвардейская 15).

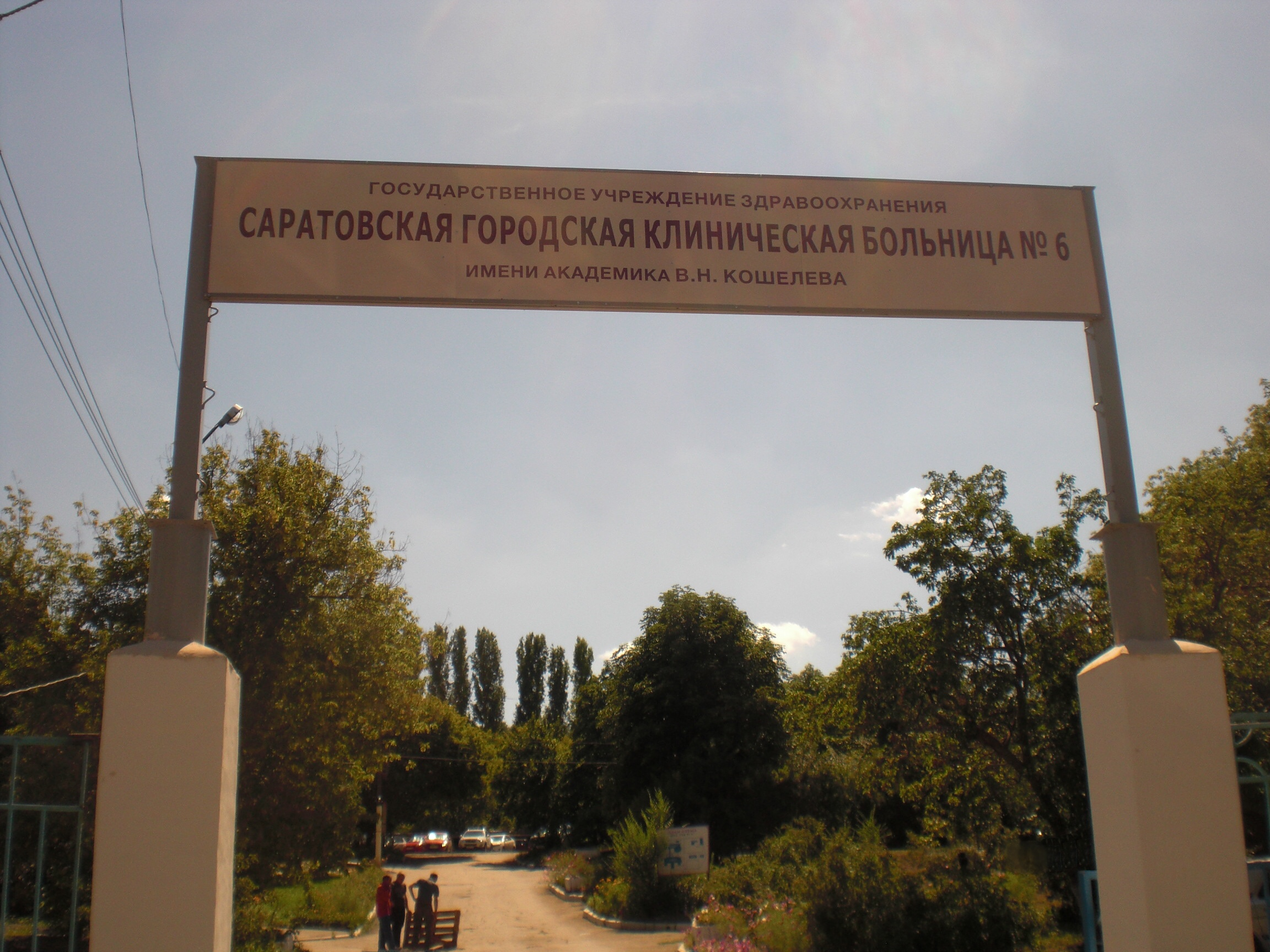
Вывеска на входе в больницу им. В.Н. Кошелева
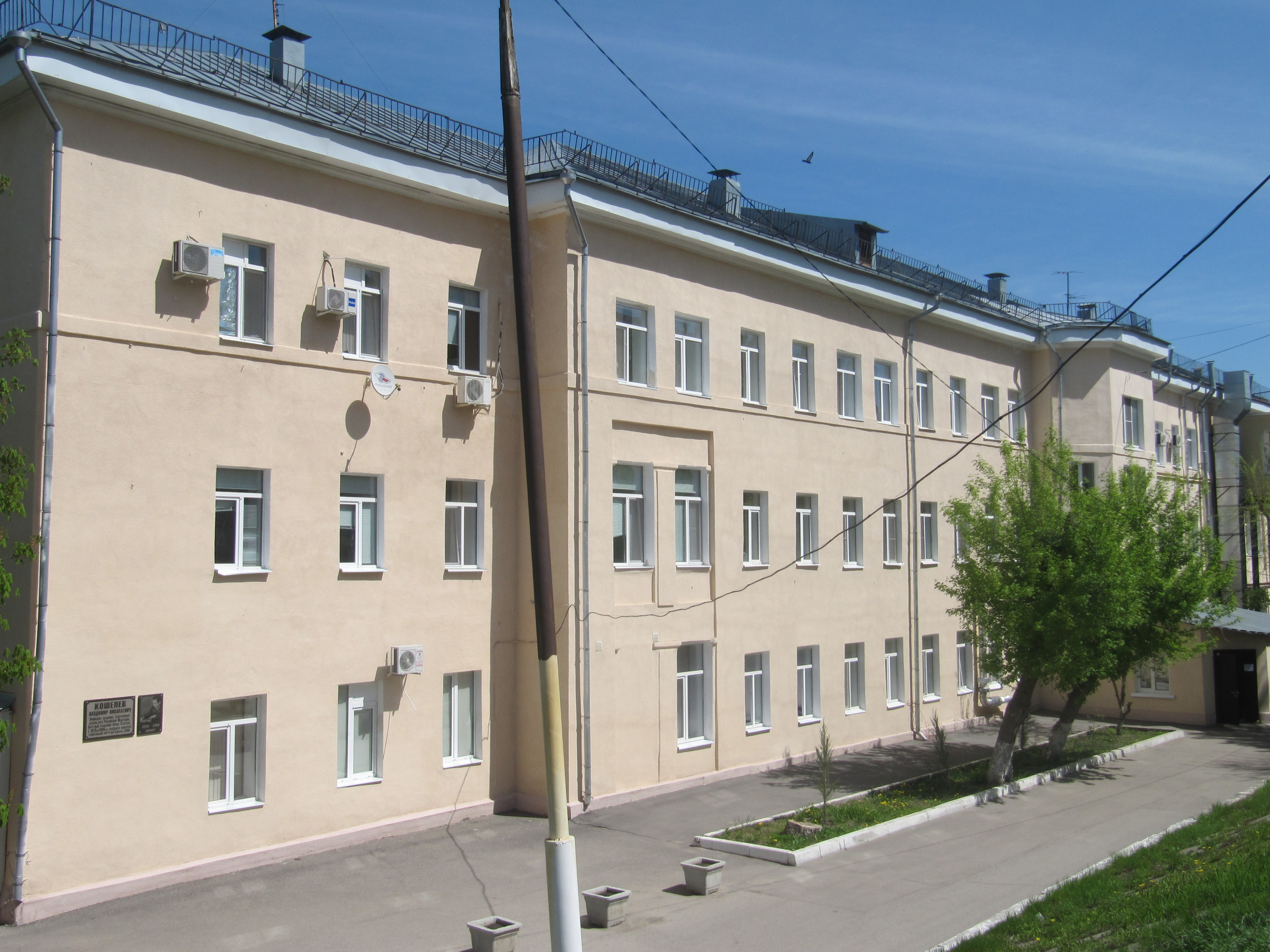
Городская клиническая больница № 6 им. В.Н. Кошелева
Кошелев В.Н. мемдоска в больнице № 6